# Setosabatieria triangularis
Setosabatieria triangularis is een rondwormensoort uit de familie van de Comesomatidae. De wetenschappelijke naam van de soort is voor het eerst geldig gepubliceerd in 2006 door Riera, Nunez & Del Carmen Brito.